# Strměchy
Strměchy (německy Stremiech) je vesnice, část okresního města Pelhřimov. Nachází se 6 km na východ od centra Pelhřimova. Prochází jí silnice II/602. V roce 2009 zde bylo evidováno 59 adres. V roce 2001 zde trvale žilo 136 obyvatel.
Strměchy je také název katastrálního území o rozloze 3,93 km2.

## Obecní správa
Od 1. ledna 1974 do 31. prosince 1979 k obci patřil Žirov.

## Náboženství
Ve Strměchách sídlí sbor Českobratrské církve evangelické, stojí zde toleranční kostel, jediná kulturní památka ve vsi, hřbitov a fara.
Strněchy patří do působnosti římskokatolické farnosti Chvojnov.
Koncem 18. století, po vydání tolerančního patentu, byla ve Strměchách pobočka evangelického sboru helvétského vyznání v Moravči.